# Marie Kamphuis
Marie Kamphuis (Zwolle, 23 oktober 1907 - Haren, 9 januari 2004) was een van de grondleggers van het moderne maatschappelijk werk na de Tweede Wereldoorlog in Nederland.

## Leven en werk
Kamphuis volgde de opleiding voor sociale arbeid in Amsterdam. Na aanvankelijk werkzaam geweest te zijn in Drenthe richtte zij in 1943 in Groningen een dependance op van de Amsterdamse opleiding voor sociale arbeid. In 1948 zou deze opleiding  verzelfstandigd worden tot de Academie voor Sociale en Culturele Arbeid (ASCA). Kamphuis bezocht regelmatig de Verenigde Staten en maakte daar kennis met nieuwe ontwikkelingen op haar vakgebied. Zij vertaalde de Amerikaanse ontwikkelingen naar de Nederlandse situatie. Haar in 1950 uitgegeven boek Wat is social casework?  werd een standaardwerk voor de opleiding van maatschappelijk werkers in de periode van 1950 tot omstreeks 1980. Het werk beleefde in het totaal elf drukken. Zij legde in haar werk de nadruk op de zelfredzaamheid van de mens.
Zij maakte ook kennis met de nieuwe aanpak in de Verenigde Staten van het werken met zogenaamde probleemgezinnen. Hierover publiceerde zij in 1963 Nieuwe wegen in het werk met probleemgezinnen: het casework-experiment in het Family Centered Project in St. Paul. Kamphuis laat in dit werk zien, dat er op het terrein van de onmaatschappelijkheidsbestrijding meer mogelijk is dan tot die tijd werd verondersteld.
Op 29 april 1970 nam zij afscheid als directeur van de sociale academie van Groningen met een rede getiteld: Sociale actie nu?!
Naast haar werk zette zij zich met andere vrouwen, waaronder haar collega Bertje Jens, in voor de verbetering van de positie van vrouwen in de Hervormde Kerk.
Kamphuis overleed in 2004 op 96-jarige leeftijd in het Groningse Haren.

## Marie Kamphuisstichting
In 1989 werd de Marie Kamphuisstichting opgericht om, geheel in lijn met het werk van Kamphuis, het wetenschappelijk onderzoek op het terrein van het maatschappelijk werk te stimuleren. Er werd aan de Universiteit Utrecht een bijzondere leerstoel Grondslagen van het Maatschappelijk Werk ingesteld. Aanvankelijk werd de functie gefinancierd door het Nederlands Instituut voor Zorg en Welzijn (1994-1999) en het Verwey Jonker Instituut (1999-2004). Na het overlijden van Kamphuis in 2004 werd de stichting, als enige erfgenaam, in staat gesteld om de werkzaamheden ook in de toekomst te continueren. Naast het in stand houden van een bijzonder leerstoel wordt tweejaarlijks de Marie Kamphuislezing georganiseerd. Ook wordt tweejaarlijks de Marie Kamphuisprijs toegekend aan personen of instellingen, die zich verdienstelijk hebben gemaakt op het terrein van het maatschappelijk werk.